# Macintosh IIcx
De Macintosh IIcx is een personal computer die ontworpen, gefabriceerd en verkocht werd door Apple Computer van maart 1989 tot maart 1991. De IIcx, die zes maanden na de Macintosh IIx geïntroduceerd werd, leek in vele opzichten op de IIx en bood dezelfde prestaties, maar was smaller, lichter en stiller dankzij een kleinere interne ventilator.
De IIcx had een nieuwe compacte behuizing met plaats voor één diskettestation en drie NuBus-slots, in tegenstelling tot de IIx die zes NuBus-slots had. Later zouden ook de Macintosh IIci en de Quadra 700 deze compacte behuizing gebruiken. Apple's nomenclatuur uit die tijd gebruikte de "c" om aan te duiden dat het om een compact model ging (in navolging van de Apple IIc die het eerste compacte model van de Apple II-familie was), de "x" wees op de 68030 CPU.
Deze compacte behuizing was de eerste van Apple die ontworpen werd om zowel horizontaal als verticaal gebruikt te worden. Het idee voor de verticale oriëntatie, een van de eerste minitower-behuizingen, kwam van Apple CEO John Sculley omdat hij bijna geen plaats meer had op zijn bureau, ondanks het feit dat de nieuwe lay-out eigenlijk meer ruimte in beslag nam wanneer er ook rekening werd gehouden met het scherm.
De IIcx dankte zijn populariteit  deels aan het feit dat componenten en onderdelen, zoals het geheugen, de NuBus-kaarten en de voeding op hun plaats vastklikten in de behuizing zonder dat er schroeven aan te pas kwamen. Dit maakte het toestel minder duur om te bouwen en gemakkelijker te repareren. Er was één centrale veiligheidsschroef die het geheel bij elkaar hield, hoewel deze na verwijdering vaak niet terug werd geïnstalleerd. De IIcx was destijds ook de lichtste in het Apple-aanbod.
De aan/uit-knop kon worden vergrendeld zodat de computer automatisch weer opstartte na een tijdelijke stroomstoring. De IIcx was uitgerust met een universele voeding die automatisch omschakelde tussen 110 en 230 volt al naargelang het werelddeel waar de machine gebruikt werd. 
In tegenstelling tot de II en IIx was de CPU van de IIcx op het moederbord gesoldeerd en kon daarom niet worden geüpgraded. De behuizing was ook niet geschikt voor 5,25-inch harde schijven.
De IIcx werd vervangen door de Macintosh IIci die dezelfde behuizing gebruikte.

## Specificaties
- Processor: Motorola 68030, 16 MHz
- FPU : Motorola 68882
- PMMU : geïntegreerd in de processor
- Systeembus snelheid: 16 MHz
- ROM-grootte: 256 kB
- Databus: 32 bit
- RAM-type: 120 ns 30-pin SIMM
- Standaard RAM-geheugen: 1 of 4 MB
  - Uitbreidbaar tot maximaal 128 MB[a]
  - RAM-sleuven: 8 (per vier)
- Standaard video-geheugen: 256 kB VRAM[b]
  - Uitbreidbaar tot maximaal 512 kB VRAM[b]
- Standaard diskettestation: 3,5-inch, 1,44 MB
- Standaard harde schijf: 40 of 80 MB (optioneel)
- Uitbreidingssleuven: 3 NuBus
- Type batterij: 3,6 volt Lithium
- Uitgangen:
  - 2 ADB-poorten (mini-DIN 4) voor toetsenbord en muis
  - 1 SCSI-poort (DB-25)
  - 1 diskettestation (DB-19)
  - 2 seriële poorten (mini-DIN)
  - 1 audio-uit (3,5 mm jackplug)
- Ondersteunde systeemversies: 6.0.3 t/m 7.5.5 en A/UX 1.1 t/m 3.1.1
- Afmetingen: 14,0 cm × 30,2 cm × 36,6 cm (hxbxd)
- Gewicht: 6,2 kg

Uit productie: 1984: Macintosh 128K, Macintosh 512K · 1985: Macintosh XL · 1986: Macintosh Plus · 1987: Macintosh II, Macintosh SE · 1988: Macintosh IIx · 1989: Macintosh SE/30, Macintosh IIcx, Macintosh IIci, Macintosh Portable · 1990: Macintosh IIfx, Macintosh Classic, Macintosh IIsi, Macintosh LC serie · 1991: Macintosh Quadra 700, Macintosh Quadra 900, Apple PowerBook · Macintosh Classic II · 1992: Macintosh IIvx, Macintosh Quadra 950, PowerBook Duo, Macintosh Performa serie · 1993: Macintosh Centris serie, Macintosh Color Classic, Macintosh TV · Apple Workgroup Server · 1994: Power Macintosh · 1997: Power Macintosh G3, PowerBook G3, Twentieth Anniversary Macintosh · 1998: iMac · 1999: iBook, Power Mac G4 · 2000: Power Mac G4 Cube · 2001: PowerBook G4 · 2002: eMac, iMac G4 · 2003: Xserve, Power Mac G5 · 2004: iMac G5 · 2005: Mac mini · 2006: MacBook · 2015: MacBook (Retina) · 2017: iMac Pro

Huidige modellen: MacBook Air, MacBook Pro, iMac, Mac mini, Mac Studio, Mac Pro